# Ghetto Gospel
Ghetto Gospel é um single póstumo do rapper Tupac Shakur, lançado em 2004 no álbum Loyal to the Game. Contém a participação de Elton John e foi produzido por Eminem. A faixa mostra uma letra que tenta encerrar com a guerra nas ruas.

## Paradas musicais
| Chart                      | Position |
| -------------------------- | -------- |
| Australian Singles Chart   | 1        |
| Austrian Singles Chart     | 3        |
| Belgian Singles Chart      | 25       |
| Danish Singles Chart       | 20       |
| Irish Singles Chart        | 1        |
| New Zealand Singles Chart  | 3        |
| Swiss Singles Chart        | 7        |
| UK Singles Chart           | 1        |
| Billboard European Hot 100 | 3        |